# Fiona Sieber
Pour les articles homonymes, voir Sieber.
Fiona Sieber (née le 14 février 2000, à Osnabrück, en Allemagne) est une joueuse d'échecs allemande, championne d’Allemagne des jeunes et championne d’Europe des moins de seize ans. Au 1er août 2016, elle est la dixième joueuse allemande avec un classement Elo de 2 290 points. 

## Biographie et carrière
Fiona Sieber reçoit le titre de maître FIDE féminin (MFF) en 2015 et celui de maître international féminin (MIF) en 2017.

### Tournois individuels
Fiona Sieber s'est qualifiée pour le championnat du monde d'échecs de la jeunesse dans la catégorie des moins de seize ans, qui s'est déroulé à Porto Carras (en Grèce) en 2015. Elle termine à la troisième place et dépasse pour la première fois la barre des 2200 Elo. 
Fiona Sieber a participé au championnat d'Europe d'échecs de la jeunesse des filles de moins de seize ans qui s'est déroulé à Prague en 2016,. Le titre s'est joué lors de la neuvième et dernière ronde : Fiona SIeber bat la Russe Svetlana Tishova et passe ainsi devant l'Espagnole Marta Garcia Martin pour un demi-point (score total de 8/9).
Fiona Sieber a également remporté le championnat d'Allemagne d'échecs féminin fermé (German Masters) à deux reprises en 2018[réf. souhaitée] et en 2020.

### Résultats avec l'équipe nationale allemande
Fiona Sieber joue avec la sélection nationale allemande 2014 et 2016 lors des olympiades d'échecs de la jeunesse. Elle remporte une médaille de bronze en 2014. En 2018, elle remporte deux médailles d'or lors de la 38e édition de la Mitropa Cup féminine. La même année, elle joue lors du championnat d'Europe des nations jeunes. Elle joue aussi pour l'Allemagne lors du championnat d'Europe d'échecs des nations en 2019.
Fiona Sieber joue avec le club magdebourgeois SG Aufbau Elbe Magdebourg, puis avec l'ESV Rot-Weiß Göttingen. Depuis 2013, elle joue en tant que joueuse invitée du club de Lehrte,.